# Nubijski kozorog
Nubijski kozorog (Capra nubiana) je pustinjska vrsta koza koje obitava u planinskim područjima Izraela, Jordana, Saudijske Arabije, Omana, Egipta, Etiopije, Eritreje, Jemena i Sudana. Općenito se smatra podvrstom alpskog kozoroga, ali se ponekad posebno razlikuje (Capra nubiana). Populacija im se procjenjuje na 1.200 jedinki.

## Vanjske poveznice
|  | Zajednički poslužitelj ima još gradiva o temi Nubijski kozorog |